# Équipe cycliste Alexia Alluminio
L'équipe cycliste Index-Alexia Alluminio (appelée Alexia Alluminio en 2000 et 2001) est une équipe cycliste italienne ayant existé de 2000 à 2002. Elle a notamment remporté le Tour d'Italie 2002 avec Paolo Savoldelli.

## Victoires
| Date       | Course                                                  | Pays      | Classe | Vainqueur           |
| ---------- | ------------------------------------------------------- | --------- | ------ | ------------------- |
| 22/10/2000 | GP d'Europe                                             | Italie    | 1.5    | Dario Andriotto     |
| 22/03/2000 | 1re étape du Memorial Cecchi Gori                       | Italie    | 2.4    | Oscar Cavagnis      |
| 16/06/2000 | 3e étape du Tour de Beauce                              | Canada    | 2.4    | Stefano Della Santa |
| 22/07/2000 | GP Città di Rio Saliceto e Correggio                    | Italie    | NE     | Eddy Serri          |
| 25/06/2000 | Championnat d'Ukraine sur route                         | Ukraine   | CN     | Sergueï Outschakov  |
| 21/02/2001 | 1re étape du Tour de Ligurie                            | Italie    | 2.4    | Daniele Galli       |
| 24/05/2001 | 5e étape du Tour d'Italie                               | Italie    | GT     | Ivan Quaranta       |
| 04/06/2001 | 16e étape du Tour d'Italie                              | Italie    | GT     | Ivan Quaranta       |
| 30/08/2001 | 3e étape du Tour des Pays-Bas                           | Pays-Bas  | 2.1    | Ivan Quaranta       |
| 27/03/2001 | 1re étape de la Semaine internationale Coppi et Bartali | Italie    | 2.4    | Ivan Quaranta       |
| 13/02/2001 | 7e étape du Tour de Langkawi                            | Malaisie  | 2.3    | Ivan Quaranta       |
| 18/08/2002 | Dwars door Gendringen                                   | Pays-Bas  | 1.3    | Ivan Quaranta       |
| 16/06/2002 | 5e étape du Tour de Suède                               | Suède     | 2.2    | Ivan Quaranta       |
| 08/08/2002 | 2ea étape du Regio Tour                                 | Allemagne | 2.3    | Ivan Quaranta       |
| 21/02/2002 | 1e étape du Tour du Qatar                               | Qatar     | 2.3    | Ivan Quaranta       |
| 08/02/2002 | 8e étape du Tour de Langkawi                            | Malaisie  | 2.3    | Antonio Salomone    |
| 02/06/2002 | Tour d'Italie                                           | Italie    | GT     | Paolo Savoldelli    |

## Classements UCI
Ce tableau donne le classement UCI de l'équipe Index-Alexia Alluminio en fin de saison, ainsi que celui de son meilleur coureur au classement individuel.
| Saison | Classement par équipes | Meilleur coureur au classement individuel |
| ------ | ---------------------- | ----------------------------------------- |
| 2000   | 29e (GSII)             | Dario Andriotto (390e)                    |
| 2001   | 20e (GSII)             | Ivan Quaranta (190e)                      |
| 2002   | 28e (GSI)              | Paolo Savoldelli (24e)                    |